# 歐博哲
歐博哲（德語：Martin Eberts，1957年—），德國外交官，2020年起擔任德國駐阪神總領事館總領事，1986年加入外交界後，歷經德國外交部及匈牙利、沙烏地阿拉伯、法國、日本、巴西、印尼等地的德國駐外使館勤務，2014年至2018年間曾任駐台灣代表——德國在台協會處長一職。

## 生涯
歐博哲於1957年出生，之後入讀波昂大學，並獲得歷史學、文學、神學學士學位。1986年時，他在德國外交部波昂本部接受專員訓練，結訓後於1988年成為德國駐匈牙利大使館二等秘書、新聞暨公共關係專員，1991年調返外交部波昂本部當中歐專員（Referent für Mitteleuropa），1993年至1997年間則在德國駐沙烏地阿拉伯大使館任政治、新聞及公關專員。駐沙任期屆滿後，歐氏於同年加入德法外交官交換計畫（Deutsch-französischen Diplomatenaustauschs），在法國外交部內擔任東歐事務專員，1998年後則轉任德國駐法國大使館經濟貿易處（Wirtschafts- und Handelsabteilung）副處長。
2001年時，歐博哲結束駐法任期，調任為德國外交部柏林本部的規畫幕僚室（Planungsstab）資深顧問，2005年後則於德國駐日大使館當了4年的政治處（Politikabteilung）處長，職銜為一等參贊。2009年，他回到柏林外交部領導境外德國文化機構處（Referats für deutsche Kulturinstitutionen im Ausland），2011年東日本大震災時，曾於該年5月至7月間臨時派遣至駐日大使館，支援德日雙邊賑災合作計畫。2012年後，歐博哲調至德國駐巴西大使館當經濟及全球議題處（Abteilung für Wirtschaft und globale Fragen）處長。
2014年起，歐氏接下了德國派駐台灣的代表機構——在台協會之處長職位，任內的2015年還在台北兼任中華民國教育部下設組織「中小學國際教育指導會」委員。2016年12月21日，歐氏與駐德國台北代表處代表謝志偉分別代表德台兩方簽署「台德能源轉型領域合作意向共同宣言」。2018年3月7日，歐博哲於駐台任期將屆時，獲總統府授予紫色大綬景星勳章，由外交部長吳釗燮代為頒贈。
2018年離台後，歐博哲改派印尼，擔任德國駐印尼大使館政治處長，兼管印尼、東協及東帝汶政治業務。2020年7月，調離印尼並前往日本大阪出任德國駐阪神總領事。

## 荣誉

### 外国勋章奖章
- 紫色大绶景星勋章（中华民国，2018年3月7日颁发[7]）